# Le Gros et le Maigre (sculpture)
Pour les articles homonymes, voir Le Gros et le Maigre (homonymie).
La sculpture Le Gros et le Maigre est située dans la ville de Taganrog dans l'oblast de Rostov en Russie. La sculpture illustre les personnages d'une courte histoire écrite par Anton Tchekhov, Le Gros et le Maigre. Le monument a été construit en 2010. Son auteur est le sculpteur David Begalov.

## Histoire
L'histoire liée à la sculpture a été écrite par Anton Tchekhov en 1883. Elle décrit deux camarades de classe qui se rencontrent à la gare Nicolas. L'un d'entre eux, Micha, est dépeint comme un gros homme satisfait de son style de vie et de son destin. Le second personnage, Porphyre est un homme mince et malingre. 
Au cours de la conversation, il émerge que l'homme mince est un président de bureau avec un faible salaire, et il en plus doit découper des étuis à cigarettes en bois pour gagner sa vie. Micha, de son côté, est devenu membre du conseil privé.
Lorsque chacun des personnages découvre le statut social de l'autre, le plus pauvre des deux change radicalement de comportement.

## Composition
La réunion des amis est représentée par cette composition sculpturale. Elle a été installée en 2010 à Taganrog sur la rue Gogol près du musée du magasin Tchekhov,. La composition est en bronze et installée sur un piédestal bas. Elle montre l'homme mince avec sa femme et son fils, et l'homme  gros. Malgré le fait qu'il n'y ait pas de description des personnages dans le récit de Tchekhov, le sculpteur David Begalov a réussi à exprimer leur statut social à travers leur position,.